# 京藤敦子
京藤 敦子（きょうとう あつこ、1940年 - ）は、日本のファッションモデル。1961年、ミス・インターナショナル日本代表。

## 経歴
1940年、福井市に生まれる。
和江商事（のちのワコール）の下着モデルとして活動したこともある。作家の北康利によると、有名だから抜擢されたのではなく、当初は無名だったが和江商事のモデルとなったことでステップアップしていった。伊東絹子（1953年、ミス・ユニバース第3位入賞）、松本千都子（1964年、ミス・ユニバース日本代表）、団令子（映画女優）や山口富美子（ミス京都）も和江商事のモデル出身である。
1961年6月14日、大阪市北区中之島のフェスティバルホールで開催された「1962年度ミス日本コンテスト」で、ミス・インターナショナル日本代表に選出される。なお、ミス・ユニバース日本代表は遠山明美、ミス・ワールド日本代表は村上千恵である。
6月21日、遠山明美・村上千恵と大阪市の茶谷産業本社を訪問。30分ほど同社意匠部の下村部長とアクセサリーについて歓談。指輪・ネックレスなどの記念品を贈られ、「世界の檜舞台では大いに頑張ります」とコメント。
7月12日、決勝の地ロングビーチに到着。ラファエテ・ホテル滞在。現地の諸団体から招待されて親善外交を行う。7月14日、マイアミビーチのミス・ユニバースで遠山明美は予選落ちする。このニュースに触れて力を落としたと伝えられる。22日の開会式でロングビーチ市長に送るお土産として三味線を持参。
7月28日、ミス・インターナショナル1961決勝。入賞ならず。

### 出版
- 週刊アサヒ芸能　昭和41年5月29日号(アサヒ芸能出版)　表紙
- 週刊アサヒ芸能 昭和42年6/18日号（徳間書店、昭和42年6月18日発行）表紙
- 週刊大衆 昭和42年9/24日号（双葉社、昭和42年9月24日発行）表紙
- 週刊アサヒ芸能 昭和43年6月2日号（徳間書店）表紙
- 週刊アサヒ芸能　昭和44年10月30日号　（徳間書店）表紙